# 레몬버베나

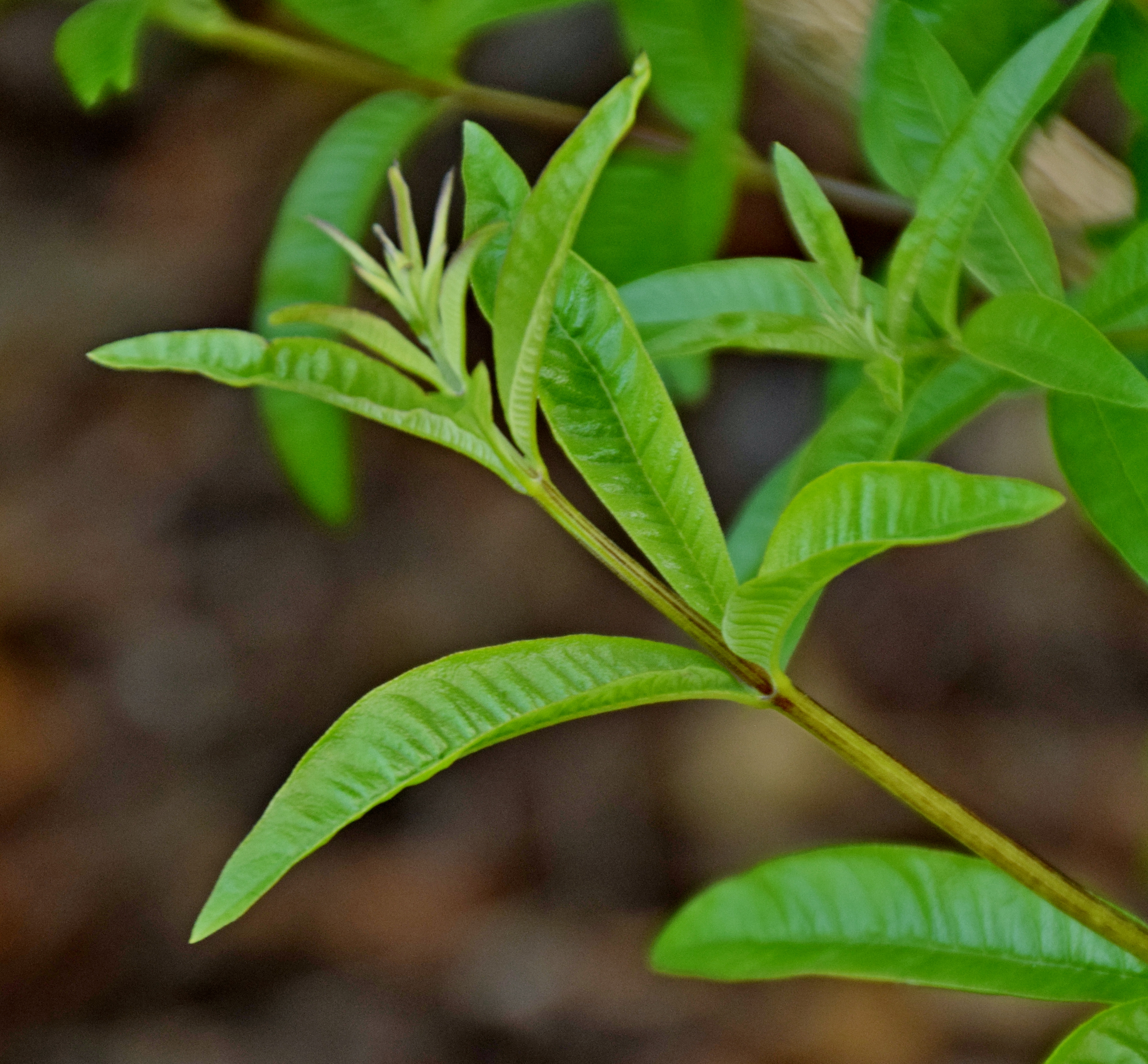
Aloysia citriodora. 뉴질랜드 Dunedin 식물원

레몬 버베나(영어: lemon verbena 
또는 lemon beebrush)는 남미가 원산지인 허브의 일종으로 지금은 관상식물로 세계에 알려져 있다.
남미의 고온 건조한 지역에서는 약 10m 정도의 키큰나무로 자라지만 그외 지역에서는 최대 약 1m까지 자란다. 강한 감귤향 또는 레몬향이 나며 온실가루이, 응애, 진딧물 등의 해충이 있다.

## 효능
차로 마시는 경우 비염, 천식 감기 증상 완화에 도움이 된다. 소화불량을 해소하는 데도 좋으며 통증 완화, 불면증 해소에도 도움을 준다. 진정 효과가 있으며 우울증을 줄여주는 효과도 있다. 피부 질환 완화에도 좋다. 생선, 가금류 요리, 채소 양념장, 샐러드 드레싱, 잼, 푸딩, 음료 등에 향신료로 사용한다.